# Nuculana cestrota
Nuculana cestrota är en musselart som först beskrevs av Dall 1889.  Nuculana cestrota ingår i släktet Nuculana och familjen tandmusslor. Inga underarter finns listade i Catalogue of Life.